# 後藤正夫
後藤 正夫（ごとう まさお、1913年6月18日 - 2000年1月29日）は、日本の政治家、統計学者。位階は従三位、勲等は勲一等。参議院議員（3期）、法務大臣（第50代）を歴任した。
父は元内務大臣の後藤文夫。

## 来歴
大分県大分市生まれ。旧制横浜高等工業学校（現：横浜国立大学）卒業。三菱鉱業（現：三菱マテリアル）の技師、内閣技術院参技官、内閣調査局調査官、宮城県職員、内閣統計委員会事務局基準課長、行政管理庁統計基準部企画課長等を経て、1959年、行政管理庁統計基準局長に就任。1967年の退官まで務める。
退官後、1968年から8年間、大分大学学長を務める。
1976年9月、岩男頴一の死去に伴う参議院大分地方区補欠選挙に立候補。当時、自民党に対しロッキード事件の逆風が吹いていたことで「新しい大分を創る会」公認として立候補したが、対立する社会党・公明党候補を破り初当選。その後、自民党入りし参議院議員を3期務める。
1989年、第1次海部内閣で法務大臣に任命され、初入閣を果たした。在任中、1人の死刑囚に対し死刑執行を命令した。1991年、国際連合平和維持活動等に対する協力に関する法律の審議のために設置された参議院国際平和協力等に関する特別委員会において委員長に就任。しかし「憲法との問題から見て、かなり無理をしているところがある」と言い残し、心労を理由に同年12月6日に委員長を辞任した。1992年の第16回参議院議員通常選挙には立候補せず、政界から引退した。議員在職中の1990年4月の春の叙勲で勲一等に叙され、瑞宝章を受章した。
2000年1月29日、死去した。86歳没。死没日付をもって従七位から従三位に叙された。

## エピソード
- 後藤によれば、第二次世界大戦中、東条内閣の下で戦力計算室が設置され、ニューギニアの戦いにおける戦力の見積もりや部隊配置がオペレーションズ・リサーチ的な統計・計量的な面から研究されていた。しかし、東条英機首相が戦力計算室の視察を行った当日に、廃止が決定された[5]。

## 受賞歴
- デミング賞（1952年）
- 日本オペレーションズリサーチ学会賞（1978年）
- 勲一等瑞宝章（1990年）